# Białoruski Związek Włościański
Białoruski Związek Włościański (biał. Беларускі Сялянскі Саюз, Biełaruski Sialański Sajuz) – partia białoruskiej mniejszości narodowej działająca w latach 1925-1932 na terenie północno-wschodnich ziem II Rzeczypospolitej. 
Została założona 10 listopada 1925 roku przez działaczy Białoruskiej Partii Socjaldemokratycznej. Głosiła poglądy zbliżone do chrześcijańskiej demokracji – domagała się autonomii dla mieszkających w Polsce Białorusinów, prawa do rozwoju oświaty i kultury w języku ojczystym, zaprzestania szykan wobec działaczy białoruskiego ruchu narodowego, zniesienia osadnictwa wojskowego, podziału ziemi obszarniczej między chłopów, swobody wyznania oraz zmniejszenia obciążeń wobec białoruskiego chłopstwa. 
Organizacja współpracowała z chrześcijańskimi demokratami. Do jej głównych działaczy należeli Fabian Jeremicz i Bazyli Rogula. 
Partia wydawała w latach 1926-1929 gazetę Sialanskaja Niwa.